# 末路狂花 (电影)
《塞尔玛与路易丝》（英語：Thelma & Louise）是一部1991年的美国电影，由著名导演雷利·史考特执导（他也是影片的制片人之一），卡莉·克里编剧，著名女演员吉娜·戴维斯和蘇珊·莎蘭登分别扮演两位女主角Thelma和Louise。本片也是布萊德·彼特的成名作。
影片在商业和评论上都很成功，获第64届奥斯卡奖6项提名，并最终为卡莉赢得了原著剧本奖。两位女主角苏珊与吉娜均获得了女主角奖提名，不过最终双双不敌主演《沉默的羔羊》的茱蒂·福斯特。
2016年，美国国会图书馆认为这部电影具有“文化、历史或美学意义”，并选择将其保存在国家电影登记处。

## 剧情
Thelma Dickinson（吉娜·戴维斯）是一位保守消极的家庭主妇，而她的丈夫Darryl（克里斯托弗·麦克唐纳）则是个脾气火爆、控制欲极强的粗汉。她的好友Louise Sawyer（苏珊·萨兰登）是一位在当地一家小餐馆打工的服务员，与Thelma相比，单身的她明显更坚强，做起事来也更有计划和条理。这天，两人按之前计划的那样一起坐上Louise的车出门，打算到山区露营，好好休息、放松两天。
开了几小时的车后，两人在一间牛仔酒吧门口停了下来打算梳洗一番，喝杯酒放松一下。Thelma遇上了一位叫Harlan Puckett的男子，一开始他表现得彬彬有礼，并邀请Thelma与他共舞，但接下来他开始灌她酒和动手动脚，并且将她拐到酒吧后面的停车场打算强奸她。这时Louise及时赶到，用之前随身携带用于防身的枪制止了他的暴行，可就在Louise扶着衣衫不整哭哭啼啼的Thelma准备离开时，Harlan开始大声挑衅，说这都是女人自找的。Louise一怒之下开了枪，打死了Harlan。
面对这突如其来的事端，Thelma想去找警察，但Louise则认为之前在酒吧裏，很多人都看到Harlan与Thelma一起喝酒和跳舞，所以很可能警察不会相信Harlan试图要强奸她。由于担心会被控谋杀，Louise决定远走高飞，而Thelma觉得事情因己而起，所以也决定跟随Louise。
Louise决定逃出奥克拉荷马州前往墨西哥，但却坚决拒绝进入几乎是必经之地的德克萨斯州境内并且也拒绝解释原因。于是她们只有向西开，准备进入新墨西哥州后再向南前往墨西哥。路上，他们遇上一个请求搭车的年轻人J.D.（布拉德·彼特），Louise出于安全的考虑不想让他搭车，而Thelma觉得他很英俊所以“应该”不会有问题而最终说服了她。到了最近的一个小镇后，Louise联系了她的男友Jimmy Lennox（迈克尔·马德森）请他将她之前的所有积蓄用西联汇款汇过来。当她前去取钱时，她发现Jimmy已经亲自把钱送过来。另一边，被迷得神魂颠倒的Thelma邀请J.D.来到她的房间，两人交谈中她得知J.D.是个小偷，并且现在已经违反了假释条例，两人发生关系后，他开始向她描述之前抢劫便利店的“高明手段”。而另一边Jimmy向Louise求婚，但Louise经过内心的挣扎后还是拒绝并送走了他。
第二天早上，Thelma与Louise在旅馆的餐厅碰面，Thelma告诉Louise她与J.D.昨晚发生了关系。Louise马上问起J.D.现在在哪儿，她们跑回Thelma的房间，但这时J.D.已经带着Louise毕生的积蓄逃之夭夭了。大受打击的Louise心烦意乱，不知道接下来应该怎么办。而内疚的Thelma这时反而变得冷静下来，为了搞到钱继续逃亡，她决心用之前J.D.所描述的方法去进行抢劫。
与此同时，由于她们已经逃出奥克拉荷马州，因此追捕两人已经变成州际事务，联邦调查局介入了。探长Hal Slocumb（哈维·凯特尔）在询问了Thelma的丈夫Darryl，并抓获和讯问了J.D.后，发现Louise多年前曾於德克萨斯州被强奸。他成功与Louise取得了电话联系，并且表示自己相信她们，只要她们自首，自己一定会努力保护俩人。但是，已经受过伤害的Louise不敢相信他，最终两人继续逃亡。
两人来到一家便利店前，Thelma说服Louise在车上等候，而她则走进店内照葫芦画瓢地用J.D.所说的方式抢劫了这家商店。当她拿着大笔现金从店里冲出来跳上车后，惊呆了的Louise只能载着两人继续前行。进入大峡谷地区后不久，一名新墨西哥州警将她们的车拦了下来，并要求Louise提供证件。这时Thelma则又一次掏出枪，阻止了他联系总部暴露两人的行踪，她们将他的枪收走，并将之锁在其警车的后车厢里。两人上路几小时后，又遇上了一辆大卡车，车上的司机对两人不断地作出下流动作，于是两人决心要教训他。她们把车开到一片空地后下车，要求尾随而来的卡车司机对自己的言行道歉。卡车司机看着她们手中的枪，但坚持认为两人只是女流之辈，不敢真动手，于是拒绝道歉，于是Thelma和Louise均向他的卡车开了枪，一颗子弹击中了油桶而导致整个卡车完全被炸毁。
两人被大批警车追捕，最终被堵死在大峡谷的一处悬崖边。无数警官举起枪，用黑洞洞的枪口对准车内的两人。Hal探长赶到现场后要求警察们先把枪口放低，让他再试着与两位女逃犯做最后一次沟通。但由于没有管辖权，没有人听从他的命令。相比于被捕后在监狱中度过余生，Thelma提议她们应该“继续前进”，明白她的意思后，Louise又问了她一句是不是真的想清楚了，Thelma肯定后，把脚踩在汽车的油门上，两人的各一只手紧紧地握在了一起，车子启动朝悬崖开去。Hal探长奋力朝前冲去想要救回两人，但汽车最后还是冲出了悬崖......

## 演员
- 苏珊·萨兰登 饰 Louise Elizabeth Sawyer
- 吉娜·戴维斯 饰 Thelma Yvonne Dickinson
- 哈维·凯特尔 饰 Hal Slocumb探长
- 布萊德·彼特 饰 J.D.
- 迈克尔·马德森 饰 Jimmy Lennox
- 克里斯托弗·麦克唐纳 饰 Darryl Dickinson

## 制作
虽然影片的主要情节是在一条连接阿肯色州和大峡谷的虚构公路上进行的，但本片的全部拍摄工作几乎都是在加利福尼亚州和犹他州拍摄的。影片的主拍摄地点分别是加利福尼亚州的贝克斯菲尔德和犹他州的摩押。片中有关大峡谷的镜头实际上都是在犹他州死马点州立公园南部地区拍摄的。

## 反响
影片上映后广受好评，在电影评论网站Metacritic上的好评度高达88%其中《纽约时报》的Elvis Mitchell和《奥斯汀纪事》的Marjorie Baumgarten均给予本片满分的最高评价。烂蕃茄网站上本片至今仍然保持着91%的新鲜度。
影片入选参加了1991年戛纳国际电影节的角逐。
观看这部电影之后，著名歌手、歌曲作家多莉·艾莫斯创作了歌曲《我和一支枪》，讲述了她从未告诉过任何人的自己6年前被强奸的经历。在电影院中观看这部电影时，她被片中的一个镜头感染，在电影院观众眼前开始抽泣，正是在这段时间里，她想出了这首歌的歌词。

本片最终场景，汽车冲出悬崖

影片的最后一幕，两位女主角拥抱彼此开车冲下悬崖的镜头，已经成为了一个标志性的场景。在这之后，许多电影、电视剧甚至动画片、音乐录像和广告等中，都出现了类型的模仿致敬镜头。
不过影片也受到不少认为其“抨击男性”或宣扬“仇视男性”的批评，认为影片中的男性均被不公平地塑造成了反面角色。

### 女性主义
多位评论家和作家都认为本片具有鲜明的女权主义特征。电影评论家B·鲁迪·瑞奇赞扬本片是对一个拒绝妥协的女人经历的有力验证；而另一位电影评论家肯尼斯·图兰则称本片是一部“新女权主义公路电影”（"neo-feminist road movie"）。
Jessica Enevold在她的文章《塞尔玛与路易丝的女儿们》（"The Daughters of Thelma and Louise"）中认为，本片是对于“大男人主义者对女性行为的传统模式的一次反击”（"an attack on conventional patterns of chauvinist male behavior toward females"），她还补充道，影片“批露了传统中对男女间关系的刻板印象”（"exposes the traditional stereotyping of male-female relationships"），并重新发掘设计出了令人耳目一新的性别角色设定和公路电影类型
不过，在《洛杉矶时报》的电影评论专栏作家席拉·本森的评价中，她认为影片作为一部有鲜明女权主义特征的电影，其中表现了过多的报复和暴力内容，而非女权主义本身的价值。

### 奖项与荣誉
卡莉·克里获第64届奥斯卡奖原著剧本奖，另外影片还分别获得了导演、摄影、剪辑和两项女主角奖提名。
| 年份 | 名称           | 奖项                 | 提名者             | 结果 |
| ---- | -------------- | -------------------- | ------------------ | ---- |
| 1991 | 凯撒奖         | 最佳外语片           | 《塞尔玛与路易丝》 | 提名 |
| 1991 | 美国导演工会奖 | 最佳电影导演         | 雷德利·斯科特      | 提名 |
| 1992 | 奧斯卡金像獎   | 导演                 | 雷德利·斯科特      | 提名 |
| 1992 | 奧斯卡金像獎   | 女主角               | 吉娜·戴维斯        | 提名 |
| 1992 | 奧斯卡金像獎   | 女主角               | 苏珊·萨兰登        | 提名 |
| 1992 | 奧斯卡金像獎   | 原著剧本             | 卡莉·克里          | 获奖 |
| 1992 | 奧斯卡金像獎   | 摄影                 | Adrian Biddle      | 提名 |
| 1992 | 奧斯卡金像獎   | 剪辑                 | Thom Noble         | 提名 |
| 1992 | 金球奖         | 最佳影片（正剧类）   | 《塞尔玛与路易丝》 | 提名 |
| 1992 | 金球奖         | 最佳女演员（正剧类） | 吉娜·戴维斯        | 提名 |
| 1992 | 金球奖         | 最佳女演员（正剧类） | 苏珊·萨兰登        | 提名 |
| 1992 | 金球奖         | 最佳编剧             | 卡莉·克里          | 获奖 |

美国电影学会（American film institute，简称AFI）百年电影史百大系列名单
- AFI百年电影史百大经典电影 – 提名
- AFI百年电影史百大惊悚电影 – 第76位
- AFI百年电影史百大银幕英雄与恶魔:
  - Thelma Dickinson和Louise Sawyer – 英雄榜第24位
- AFI百年电影史百大励志电影 – 第78位
- AFI百年电影史百大经典电影十周年版 – 提名

### 扩展阅读
- Gina Fournier. Thelma & Louise and Women in Hollywood. McFarland & Co., Inc. Publishers, 2007
- Cook, Bernie, editor. Thelma & Louise Live! The Cultural Afterlife of an American Film, 德克萨斯州立大学出版社，2007